# UFC 301
UFC 301: Pantoja vs. Erceg foi um evento de artes marciais mistas produzido pelo Ultimate Fighting Championship que teve lugar em 4 de maio de 2024, na Farmasi Arena, no Rio de Janeiro, Brasil.

## História
O evento marcou a 12° visita da promoção ao Rio de Janeiro e a primeira desde o UFC 283 em janeiro de 2023.
Um combate no Campeonato UFC em Peso Aéreo entre o atual campeão Alexandre Pantoja e Steve Erceg foi o título do evento.
O ex-Campeão do WEC em peso de penas e duplo campeão do UFC em peso de pena, José Aldo, fez sua volta em uma luta de peso médio contra Jonathan Martinez, depois de se aposentar em setembro de 2022. 
Espera-se que ocorra um confronto leve entre Ismael Bonfim e Vinc Pichel durante o evento. Anteriormente, os dois estavam programados para se enfrentarem no UFC Fight Night: Almeida vs. Lewis, porém a luta foi cancelada devido à incapacidade de Bonfim de atingir o peso necessário.
Esperava-se que um combate na categoria peso médio entre Michel Pereira e Makhmud Muradov ocorresse no evento. Entretanto, Muradov teve que se retirar devido a uma infecção. Ele foi substituído por Ihor Potieria, que também está agendado para competir contra Sharabutdin Magomedov no UFC na ABC: Whittaker vs. Chimaev em 22 de junho.
Uma luta na categoria peso pena entre Jean Silva e William Gomis estava agendada para este evento. No entanto, a luta acabou sendo cancelada devido a Gomis ter contraído uma doença relacionada ao corte de peso.
Durante a transmissão do evento, uma notícia que prendeu a atenção dos espectadores foi o anúncio de Maurício Rua como o próximo membro do Hall da Fama do UFC, uma honraria reservada para os pioneiros do esporte. Rua, ex-campeão do UFC na categoria peso meio-pesado e vencedor do PRIDE Middleweight Grand Prix de 2005, será oficialmente introduzido durante as celebrações da Semana Internacional de Combate em junho, em Las Vegas. Este reconhecimento se soma ao seu status já existente como membro do Hall da Fama do UFC, conquistado após sua lendária batalha contra Dan Henderson no UFC 139, um duelo épico que ocorreu em novembro de 2011. Naquela ocasião, Rua enfrentou o ex-campeão do PRIDE e do Strikeforce em um confronto de peso meio-pesado que ficou marcado na história do esporte. Sua entrada no Hall da Fama, em 2018, como parte da classe daquele ano, foi um tributo à sua contribuição excepcional para as artes marciais mistas.

## Results
Nota 1 Pelo cinturão Peso moscas do UFC.

Nota 2 Orolbai foi descontado de 1 ponto no round 3 por segurar a grade.

## Prêmios de bônus
Os seguintes lutadores receberam bônus de US$ 50.000.
- Combate da Noite: nenhum bônus concedido.
- Performance of the Night:  Michel Pereira,  Caio Borralho,  Maurício Ruffy e Alessandro Costa